# Нокс (округ, Техас)
Округ Нокс (англ. Knox county) — округ штата Техас Соединённых Штатов Америки. На 2000 год в нем проживало 4253 человек. По оценке бюро переписи населения США в 2009 году население округа составляло 3322 человек. Окружным центром является город Бенджамин.

## История
Округ Нокс был сформирован в 1858 году, однако затем был обратно присоединён к округу Бэр. Окончательно статус округа он получил в 1886 году. Он был назван в честь Генри Нокса, первого военного министра США.

## География
По данным бюро переписи населения США площадь округа Нокс составляет 2216 км², из которых 2199 км² — суша, а 17 км² — водная поверхность (0,75 %).

### Основные шоссе
- Шоссе 82
- Шоссе 277
- Автострада 6
- Автострада 114
- Автострада 222

### Соседние округа
- Форд  (север)
- Бейлор  (восток)
- Хаскелл  (юг)
- Кинг  (запад)